# Andalién
Andalién (španělsky Río Andalién) je 130 km dlouhá řeka v Chile v regionu Bío-Bío. Povodí má rozlohu 780 km².

## Průběh toku
Vzniká soutokem potoků Estero Poñén a Estero Curapalihue. Teče na západ provincií Concepción přes Lomas de Andalién, San Jorge a Juan Riquelme Garay.
Protéká východním okrajem města Concepción a západně od Penca ústí do zátoky Concepción.

## Vodní režim
Průměrný roční průtok vody v ústí činí přibližně 10–300 m³/s.